# Медаль «За отличие в обеспечении правопорядка»
Медаль «За отличие в обеспечении правопорядка» (каз. «Құқық тәртібін қамтамасыз етуде үздік шыққаны үшін») — награда органов внутренних дел Республики Казахстан, учреждённая на основании Указа Президента Республики Казахстан от 31 июля 2003 года № 1157 с целью повышения престижа службы в органах внутренних дел. Указом Президента Республики Казахстан от 30 сентября 2011 года за № 155 учреждены новые ведомственные медали, в том числе медаль «За вклад в обеспечение правопорядка», которая заменила медаль «За отличие в обеспечении правопорядка».

## Положение о медали
Медалью награждаются сотрудники органов внутренних дел, положительно характеризуемые по службе, образцово выполняющие свой служебный долг по обеспечению законности и правопорядка, а также другие лица за активное участие в охране общественного порядка и проявленные при этом мужество и самоотверженность.

## Описание медали
Медаль «Құқық тәртібін қамтамасыз етуде үздік шыққаны үшін» изготавливается из латуни и имеет форму правильного круга диаметром 34 мм. На лицевой стороне медали помещён Государственный герб Республики Казахстан. На оборотной стороне медали по центру расположена надпись «Құқық тәртібін қамтамасыз етуде үздік шыққаны үшін». Все изображения и надписи на медали выпуклые. Края медали окаймлены бортиком. Медаль с помощью ушка и кольца соединяется с шестиугольной колодкой шириной 30 мм и высотой 50 мм, обтянутой шёлковой муаровой лентой. Посередине ленты располагаются две красные полосы шириной 3 мм, между которыми голубая полоса шириной 2 мм, по краям красных полос расположены голубые полосы шириной 8 мм. По краям ленты — жёлтые полосы шириной 3 мм. Ширина ленты 30 мм.
Медаль с помощью булавки крепится к одежде.
Медаль изготавливается на Казахстанском монетном дворе в г. Усть-Каменогорске.